# Figlie della Provvidenza per le sordomute
Le Figlie della Provvidenza per le sordomute (sigla F.d.P.SM.) sono un istituto religioso femminile di diritto pontificio.

## Storia
Le origini della congregazione risalgono alla scuola gratuita per fanciulle povere del popolo aperta a Modena nel 1817 e diretta da alcune pie donne dette Figlie di Gesù: nel 1822 la scuola cominciò ad ammettere bambine sordomute e, con l'appoggio del duca Francesco IV d'Austria-Este, nel 1828 fu eretta una scuola speciale nell'ex convento degli scalzi presso la chiesa della Madonna del Paradiso. La direzione dell'istituto fu affidata al sacerdote Severino Fabriani.
Per la direzione della scuola, nel 1828 Fabriani fondò la congregazione delle Figlie della Provvidenza per le sordomute, di cui entrarono a far parte alcune insegnanti della dissolta comunità delle Figlie di Gesù.
Le costituzioni dell'istituto furono approvate da papa Gregorio XVI il 9 gennaio 1845. L'istituto ricevette una prima approvazione pontificia temporanea il 6 luglio 1932 e quella definitiva il 7 gennaio 1941.

## Attività e diffusione
Le suore si dedicano alla cura delle sordomute.
La sede generalizia è a Modena.
Alla fine del 2015 l'istituto contava 90 religiose in 9 case.